# احسن اراوغلو
آهسن اروغلو (به ترکی استانبولی: Ahsen Eroğlu) (زادهٔ ۲۷ اکتبر ۱۹۹۴، چورلو، تکیرداغ)، بازیگر اهل ترکیه است.

## زندگی و حرفه
اراوغلو در ۲۷ اکتبر ۱۹۹۴ در چورلو متولد شد و از دانشکده تربیت بدنی و ورزش دانشگاه اژه فارغ‌التحصیل شد و تحصیلات بازیگری خود را در Sahne 3MOTA گذراند. خانواده او اصالتاً مهاجر بلغاری هستند.
وی کار خود را با مجموعه تلویزیونی هابیل و قابیل مدرن در سال ۲۰۱۵ آغاز کرد و در آن نقش شخصیتی به نام زهرا را ایفا کرد. پس از این مجموعه، او به ترتیب به عنوان یک شخصیت مکمل در مجموعه‌های تلویزیونی مانند ماه‌پیکر، هسل، برای دخترانم، عروس استانبولی حضور داشت.
در سال ۲۰۱۹، او اولین نقش اصلی خود را در سریال کلاغ در نقش کومرو جبجی بازی کرد. اراوغلو از سال ۲۰۲۰ تا ۲۰۲۱ شخصیت اصلی دیجله را در مجموعه تلویزیونی با مدیر برنامه ام تماس بگیر بازی کرد که از سریال فرانسوی کارگزار مرا خبر کنید! اقتباس شده بود.

## فیلم‌شناسی
| مجموعه تلویزیونی | مجموعه تلویزیونی            | مجموعه تلویزیونی | مجموعه تلویزیونی      |
| سال              | عنوان                       | نقش              | یادداشت               |
| ---------------- | --------------------------- | ---------------- | --------------------- |
| ۲٠۲۴             | نابغه                       | اسمه             | شو تی وی              |
| ۲۰۲۰–۲۰۲۱        | با مدیر برنامه ام تماس بگیر | دیجله ارتم       | استار تی‌وی (نقش اصلی) |
| ۲۰۱۹             | کلاغ                        | کومرو جبجی       | استار تی‌وی (نقش اصلی) |
| ۲۰۱۸             | عروس استانبولی              | یاز بوران        | استار تی‌وی (نقش اصلی) |
| ۲۰۱۷             | برای دخترانم                | سونا ییلماز      | کانال د               |
| ۲۰۱۶–۲۰۱۷        | هسل                         | دورو گونش        | استار تی‌وی            |
| ۲۰۱۶             | ماه‌پیکر                     | ملکی هاتون       | استار تی‌وی            |
| ۲۰۱۵             | داستان مدرن هابیل قابیل     | زهرا             | سامان یولو            |

## جوایز و نامزدها
| سال  | جایزه                         | دسته‌بندی              | نتیجه    |
| ---- | ----------------------------- | --------------------- | -------- |
| ۲۰۲۱ | جوایز سینما پورت              | بهترین بازیگر زن موفق | برنده شد |
| ۲۰۲۱ | جشنواره فیلم زنان جاروی پرنده | جایزه جادوگر جوان     | برنده شد |